# Musikverlag Doblinger

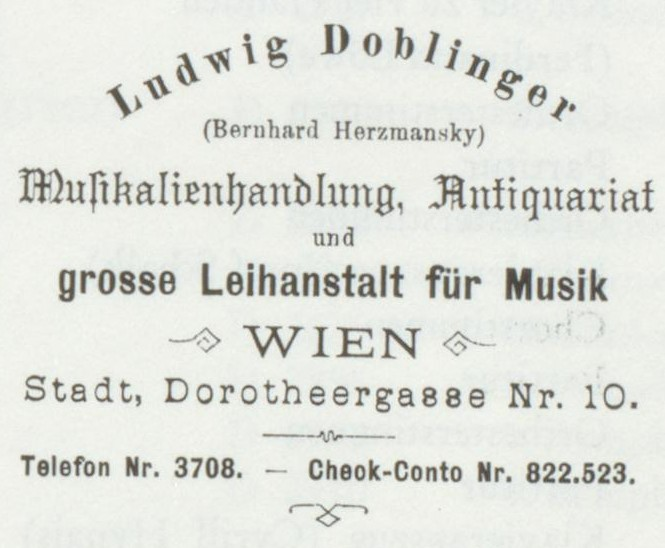
Briefkopf (1896)

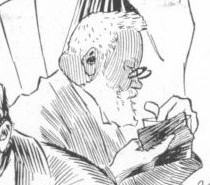
Zygmunt Skwirczyński: Bernhard Herzmansky (senior) (1911)

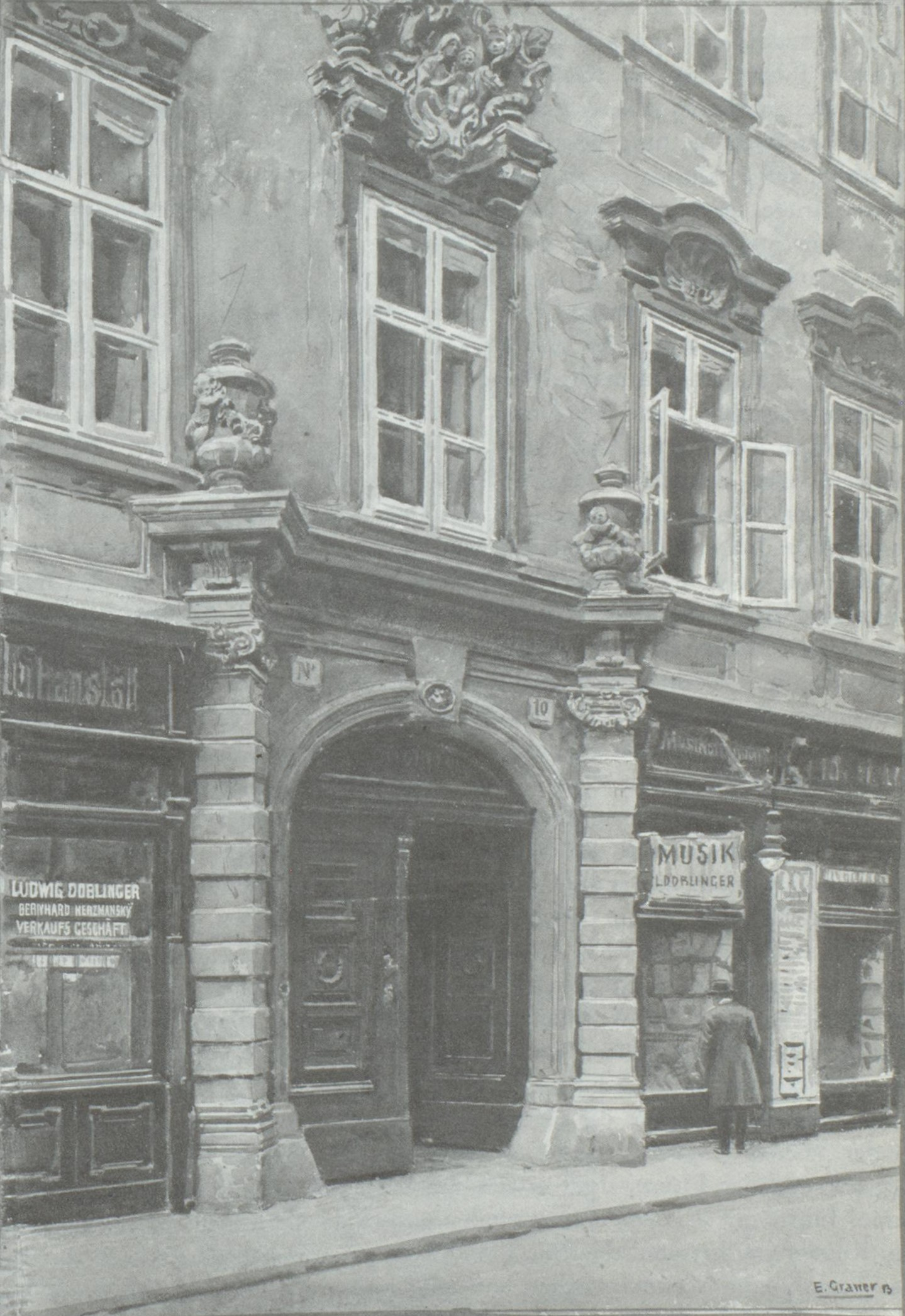
Reproduktion eines Aquarells von Ernst Graner

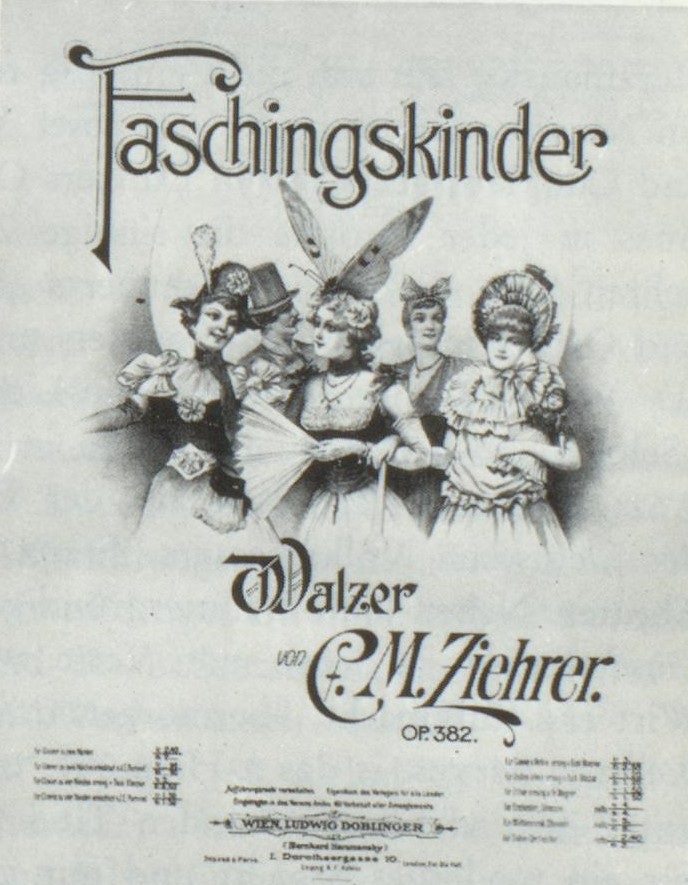
Noten von Carl Michael Ziehrer

Der Musikverlag Doblinger (heute: Ludwig-Doblinger-Bernhard-Herzmansky-KG) ist ein österreichischer Musikverlag mit Sitz in Wien.

## Geschichte
Ludwig Doblinger (1809–1890) gründete eine Musikalienhandlung in der Dorotheergasse 10, die 1876 Bernhard Herzmansky (1852–1921) erwarb und zu einem Verlag erweiterte, der zahlreiche Notenausgaben herausgab.
1875 hatte die Witwe des namhaften Wiener Musikverlegers Carl Haslinger dessen Musikverlag „Carl Haslinger quondam Tobias“ an Robert Lienau in Berlin veräußert. Erste wichtige Produkte Herzmanskys waren Werke von Carl Michael Ziehrer. Er übernahm dann 1880 auch den 1868 gegründeten Verlag von Johann Peter Gotthard (eigentl. Bohumil Pazdírek, 1839–1919), in dem Werke von Franz Schubert und Johannes Brahms erschienen waren. Außerdem wurde Herzmansky auch Verleger von Anton Bruckner.
Im 20. Jahrhundert wurde Doblinger zu einem der wichtigsten Wiener Verlage für Operetten-Komponisten, darunter Ziehrer, Franz Lehár, Oscar Straus und Leo Fall. Er spezialisierte sich auch auf das Wienerlied. Herzmansky wurde dann aber auch aktiver Förderer von Ernst Krenek, Arnold Schönberg, Anton Webern, Paul Hindemith und Maurice Ravel.
Das Archiv des Musikverlags befindet sich heute aufgeteilt auf die Wienbibliothek im Rathaus und die Österreichische Nationalbibliothek.